# Olympische Winterspiele 2002/Teilnehmer (Schweden)
| Gelbes Symbol für Goldmedaillen mit stilisierten Olympischen Ringen | Graues Symbol für Silbermedaillen mit stilisierten Olympischen Ringen | Braundes Symbol für Bronzemedaillen mit stilisierten Olympischen Ringen |
| ------------------------------------------------------------------- | --------------------------------------------------------------------- | ----------------------------------------------------------------------- |
| —                                                                   | 2                                                                     | 5                                                                       |

Schweden nahm an den Olympischen Winterspielen 2002 im US-amerikanischen Salt Lake City mit einer Delegation von 103 Athleten in elf Disziplinen teil, davon 57 Männer und 46 Frauen. Mit zwei Silber- und fünf Bronzemedaillen platzierte sich Schweden auf Rang 19 im Medaillenspiegel.
Fahnenträgerin bei der Eröffnungsfeier war die Biathletin Magdalena Forsberg.

## Teilnehmer nach Sportarten

### Biathlon
Männer
- Carl Johan Bergman
10 km Sprint: 28. Platz (26:47,1 min)
12,5 km Verfolgung: 36. Platz (36:33,4 min)
20 km Einzel: 40. Platz (56:24,5 min)
4 × 7,5 km Staffel: 14. Platz (1:29:52,8 h)

- Björn Ferry
10 km Sprint: 17. Platz (26:30,5 min)
12,5 km Verfolgung: 24. Platz (35:27,5 min)
20 km Einzel: 38. Platz (56:20,7 min)
4 × 7,5 km Staffel: 14. Platz (1:29:52,8 h)

- Henrik Forsberg
10 km Sprint: 63. Platz (28:04,0 min)
20 km Einzel: 47. Platz (57:22,0 min)
4 × 7,5 km Staffel: 14. Platz (1:29:52,8 h)

- Tord Wiksten
10 km Sprint: 78. Platz (29:39,5 min)
20 km Einzel: 55. Platz (58:02,3 min)
4 × 7,5 km Staffel: 14. Platz (1:29:52,8 h)

Frauen
- Magdalena Forsberg
7,5 km Sprint: Bronze  (21:20,4 min)
10 km Verfolgung: 6. Platz (31:34,0 min)
15 km Einzel: Bronze  (48:08,3 min)

### Bob
Frauen
- Karin Olsson, Lina Engren (SWE-1)
14. Platz (1:40,30 min)

### Curling
Männer
- Peja Lindholm (Skip), Tomas Nordin, Magnus Swartling, Peter Narup, Anders Kraupp
4. Platz

Frauen
- Elisabet Gustafson (Skip), Katarina Nyberg, Louise Marmont, Elisabeth Persson, Christina Bertrup
6. Platz

### Eishockey
Männer
| - Tommy Salo - Johan Hedberg - Nicklas Lidström - Mattias Öhlund - Marcus Ragnarsson - Kim Johnsson - Kenny Jönsson - Mattias Norström - Fredrik Olausson - Mats Sundin - Daniel Alfredsson - Mikael Tellqvist | - Niklas Sundström - Michael Nylander - Ulf Dahlén - Markus Näslund - Henrik Zetterberg - Mathias Johansson - Mikael Renberg - Tomas Holmström - Per Johan Axelsson - Jörgen Jönsson - Magnus Arvedson |

- 5. Platz

Frauen
| - Annica Åhlén - Lotta Almblad - Anna Andersson - Gunilla Andersson - Emelie Berggren - Kristina Bergstrand - Ann-Louise Edstrand - Joa Elfsberg - Erika Holst - Nanna Jansson | - Maria Larsson - Ylva Lindberg - Ulrica Lindström - Kim Martin - Josefin Pettersson - Maria Rooth - Danijela Rundqvist - Evelina Samuelsson - Therése Sjölander - Anna Vikman |

- Bronze

### Eisschnelllauf
Männer
- Johan Röjler
1500 m: 38. Platz (1:49,50 min)
5000 m: 22. Platz (6:33,18 min)

### Freestyle-Skiing
Männer
- Fredrik Fortkord
Buckelpiste: 13. Platz (24,89)

- Patrik Sundberg
Buckelpiste: 22. Platz (in der Qualifikation ausgeschieden)

Frauen
- Liselotte Johansson
Springen: 21. Platz (in der Qualifikation ausgeschieden)

- Sara Kjellin
Buckelpiste: 15. Platz (Wettbewerb im Finale nicht beendet)

### Rennrodeln
Männer, Einsitzer
- Anders Söderberg
28. Platz (3:02,214 min)

- Bengt Walden
23. Platz (3:01,286 min)

Männer, Doppelsitzer
- Anders Söderberg & Bengt Walden
Rennen im 2. Lauf nicht beendet

### Shorttrack
Männer
- Martin Johansson
500 m: 21. Platz (im Vorlauf ausgeschieden)
1000 m: im Vorlauf disqualifiziert
1500 m: 9. Platz (2:28,559 min)

### Ski Alpin
Männer
- Patrik Järbyn
Abfahrt: 18. Platz (1:41,05 min)
Super-G: 11. Platz (1:23,40 min)
Riesenslalom: 24. Platz (2:27,66 min)

- Markus Larsson
Slalom: 7. Platz (1:42,86 min)

- Fredrik Nyberg
Abfahrt: 7. Platz (1:40,30 min)
Super-G: Rennen nicht beendet
Riesenslalom: 13. Platz (2:25,29 min)

Frauen
- Susanne Ekman
Slalom: 22. Platz (1:54,32 min)

- Janette Hargin
Abfahrt: 25. Platz (1:42,83 min)
Super-G: 27. Platz (1:16,75 min)
Riesenslalom: 31. Platz (2:38,51 min)
Kombination: Abfahrtsrennen nicht beendet

- Ylva Nowén
Riesenslalom: 7. Platz (2:32,78 min)
Slalom: 4. Platz (1:47,18 min)

- Anna Ottosson
Riesenslalom: 9. Platz (2:32,93 min)
Slalom: 13. Platz (1:51,77 min)

- Anja Pärson
Riesenslalom: Silber  (2:31,33 min)
Slalom: Bronze  (1:47,09 min)

- Pernilla Wiberg
Abfahrt: 14. Platz (1:41,09 min)
Super-G: 12. Platz (1:14,89 min)

### Skilanglauf
Männer
- Jörgen Brink
1,5 km Sprint: 24. Platz (2:56,84 min)

- Per Elofsson
15 km klassisch: 8. Platz (38:10,8 min)
20 km Verfolgung: Bronze  (50:25,2 min)
30 km Freistil: Rennen nicht beendet
50 km klassisch: 17. Platz (2:14:50,6 h)

- Mathias Fredriksson
20 km Verfolgung: 27. Platz (52:15,8 min)
50 km klassisch: 29. Platz (2:18:42,1 h)
4 × 10 km Staffel: 13. Platz (1:37:59,5 h)

- Thobias Fredriksson
1,5 km Sprint: 17. Platz (2:54,45 min)

- Morgan Göransson
15 km klassisch: 27. Platz (39:45,7 min)
30 km Freistil: Rennen nicht beendet
4 × 10 km Staffel: 13. Platz (1:37:59,5 h)

- Magnus Ingesson
15 km klassisch: 8. Platz (38:38,5 min)
50 km klassisch: 16. Platz (2:14:48,6 h)

- Niklas Jonsson
20 km Verfolgung: 28. Platz (52:40,1 min)
30 km Freistil: 36. Platz (1:16:25,2 h)
4 × 10 km Staffel: 13. Platz (1:37:59,5 h)

- Peter Larsson
1,5 km Sprint: disqualifiziert

- Björn Lind
1,5 km Sprint: 4. Platz (2:58,1 min)

- Urban Lindgren
15 km klassisch: 17. Platz (39:24,8 min)
4 × 10 km Staffel: 13. Platz (1:37:59,5 h)

Frauen
- Lina Andersson
1,5 km Sprint: 28. Platz (3:22,65 min)
10 km klassisch: 16. Platz (30:00,1 min)
10 km Verfolgung: 39. Platz (27:28,1 min)
4 × 5 km Staffel: 12. Platz (52:40,4 min)

- Elin Ek
1,5 km Sprint: 35. Platz (3:25,93 min)
10 km klassisch: 19. Platz (30:02,3 min)
10 km Verfolgung: 25. Platz (27:21,7 min)
15 km Freistil: 38. Platz (43:55,3 min)
30 km klassisch: 25. Platz (1:40:48,2 h)
4 × 5 km Staffel: 12. Platz (52:40,4 min)

- Anna Carin Olofsson
1,5 km Sprint: 37. Platz (3:28,07 min)
10 km Verfolgung: 46. Platz (28:50,8 min)
15 km Freistil: 30. Platz (42:53,8 min)
30 km klassisch: Rennen nicht beendet

- Anna Olsson
1,5 km Sprint: 33. Platz (3:25,32 min)
10 km klassisch: 40. Platz (31:01,7 min)
15 km Freistil: 36. Platz (43:53,7 min)
30 km klassisch: 39. Platz (1:46:51,3 h)
4 × 5 km Staffel: 12. Platz (52:40,4 min)

- Jenny Olsson
10 km klassisch: 22. Platz (30:09,5 min)
10 km Verfolgung: 35. Platz (27:32,3 min)
15 km Freistil: 39. Platz (43:57,7 min)
4 × 5 km Staffel: 12. Platz (52:40,4 min)

- Ulrica Persson
30 km klassisch: Rennen nicht beendet

### Snowboard
Männer
- Jonas Aspman
Parallel-Riesenslalom: 28. Platz

- Daniel Biveson
Parallel-Riesenslalom: 11. Platz

- Stephen Copp
Parallel-Riesenslalom: 15. Platz

- Tomas Johansson
Halfpipe: 19. Platz (nicht für das Finale qualifiziert)

- Stefan Karlsson
Halfpipe: 18. Platz (nicht für das Finale qualifiziert)

- Richard Rikardsson
Parallel-Riesenslalom: Silber

- Magnus Sterner
Halfpipe: 11. Platz (36,6)

Frauen
- Anna Hellman
Halfpipe: 23. Platz (nicht für das Finale qualifiziert)

- Sara Fischer
Parallel-Riesenslalom: 18. Platz

- Janet Jonsson
Halfpipe: 21. Platz (nicht für das Finale qualifiziert)

- Åsa Windahl
Parallel-Riesenslalom: 10. Platz